# كف ودفوف (مسلسل)
كف ودفوف هو مسلسل تلفزيوني درامي كويتي، يعرض على قناة إم بي سي إبتدا من 5 سبتمبر 2021.

## قصة العمل
تدور أحداث «كف ودفوف» حول فرقتين شعبيّتين، الأولى نسائية تقودها سليمة (هدى حسين) والثانية تجمع الرجال. يصوّر العمل الصراعات القائمة بين الفرقتين، والعلاقات بين أفرادها

## طاقم العمل
- هدى حسين (سليمة)
- إبراهيم الحساوي (مبارك)
- خالد البريكي (ثنيان)
- الآء شاكر (هدى)
- مي البلوشي (مواهب)
- لطيفة المجرن (أم سامي)
- ابتسام عبد الله( زوجة سليمان )
- عبد الله ملك (سليمان)
- شيماء علي (هيا)
- روان الصايغ (دانه)
- لولوة الملا (نجاة)
- أحمد شعيب (مساعد)
- منيرة محمد (عفرة)
- غادة الفيحاني  (أم سعد)
- محمد ياسين (فوزي الجد)
- فهد البناي (فوزي)
- فهد الصالح
- قحطان القحطاني (عبد الوهاب)
- محمد عاشور (بو حسين)
- أوس الشطي (حسين)
- نواف النجم (أسامة)
- عبد الله البلوشي (حمود)
- زينب غازي (سميرة)
- مروة خليل
- عادل شمس (حسام)
- عيسى الصنديد (طارق)